# Slavoljub Muslin
Slavoljub « Slavo » Muslin (en serbe en écriture cyrillique : Славољуб Муслин), né le 15 juin 1953 à Belgrade est un footballeur yougoslave reconverti en tant qu'entraîneur depuis 1988. Il jouait au poste de milieu de terrain.
Son fils Marko est aussi footballeur.

## Biographie

### Joueur
Slavo Muslin naît d'une mère croate originaire de Split et d'un père serbe originaire de Kragujevac, mais c'est à Belgrade qu'il grandit et commence à jouer au football. Il évolue au début de sa carrière dans les différents clubs de la capitale yougoslave : l'OFK Belgrade de 1965 à 1972, le BASK Belgrade de 1972 à 1974, le Rad Belgrade de 1974 à 1975 puis l'Étoile rouge de 1975 à 1981. C'est avec ce dernier club qu'il gagne la totalité de ses titres et brille au niveau européen en disputant une finale de Coupe UEFA, en 1979.
La deuxième partie de sa carrière se déroule en France après ses vingt-huit ans, étant autorisé à partir de Yougoslavie par les autorités de son pays. Il débarque au LOSC en 1981 et y reste jusqu'en 1983, avant de partir au Brest Armorique FC, avec lequel il jouera pendant trois saisons. En 1986, il prend la direction du SM Caen pour une dernière année chez les professionnels.

### Entraîneur
Peu avant le début de la saison 1996-1997, Slavo Muslin est nommé à la tête du Racing Club de Lens. Alors que le club vise une place européenne, les résultats sont décevants. Privé de plusieurs joueurs importants (Tony Vairelles, Éric Sikora, Jean-Guy Wallemme…), blessés en cours de saison, le RCL se bat finalement pour son maintien dans l'élite, et Muslin est limogé au mois de mars 1997. Il signe au Standard de Liège le 3 juin 2015 après avoir été six mois sans club (il a quitté le club russe de Amkar Perm en décembre 2014). Il est licencié par le Standard de Liège le 28 août 2015 après neuf rencontres et une élimination contre le club norvégien de Molde en match de barrage de la Ligue Europa.
En mai 2016, Muslin devient sélectionneur de la Serbie. La formation des Balkans remporte son groupe éliminatoire de la Coupe du monde 2018 devant l'Irlande et le Pays de Galles et se qualifie pour la phase finale en Russie. En dépit de ce succès, Slavo Muslin quitte ses fonctions « par consentement mutuel » avec la fédération serbe . Son adjoint Mladen Krstajić est dans un premier temps désigné comme « intérimaire » à la tête de la sélection serbe, puis il est confirmé à son poste en vue du mondial russe.

## Palmarès

### En tant que joueur
- Champion de Yougoslavie en 1977, 1980 et 1981 avec l'Étoile rouge de Belgrade
- Finaliste de la Coupe UEFA en 1979 avec l'Étoile rouge de Belgrade
- Finaliste de la Coupe de Yougoslavie en 1980 avec l'Étoile rouge de Belgrade

### En tant qu'entraîneur
- Champion de Yougoslavie en 2000 et 2001 avec l'Étoile rouge de Belgrade
- Champion de Serbie-et-Monténégro en 2004 avec l'Étoile rouge de Belgrade
- Vainqueur de la Coupe de Yougoslavie en 2000 avec l'Étoile rouge de Belgrade
- Vainqueur de la Coupe de Serbie-et-Monténégro en 2004 avec l'Étoile rouge de Belgrade
- Champion de Bulgarie en 2002 avec le Levski Sofia
- Vainqueur de la Coupe de Bulgarie en 2002 avec le Levski Sofia

### Source
- Marc Barreaud, Dictionnaire des footballeurs étrangers du championnat professionnel français (1932-1997), L'Harmattan, 1997